# We Can't Be Friends (Wait for Your Love)
We Can't Be Friends (Wait for Your Love) è un singolo della cantautrice statunitense Ariana Grande, pubblicato l'8 marzo 2024 come secondo estratto dal settimo album in studio Eternal Sunshine.
Ha raggiunto la prima posizione nelle classifiche di diversi paesi, tra cui gli Stati Uniti d'America, diventando uno dei singoli di maggior successo del 2024, accumulando un miliardo di ascolti su Spotify prima della fine dell'anno.

## Antefatti
Il 7 febbraio 2024 la cantante ha rivelato, attraverso i suoi social, il nome di tre canzoni presenti nell'album, tra cui anche We Can't Be Friends (Wait for Your Love).

## Descrizione
Il brano è stato scritto da Ariana Grande e prodotto da Max Martin e Ilya. Il brano presenta sonorità electro-pop con il tono della voce molto soave e malinconico unendosi in un beat dance.

## Promozione
Il 9 marzo 2024 Grande ha eseguito il brano, assieme a Imperfect for You, al Saturday Night Live.

## Video musicale
Il video musicale, diretto da Christian Breslauer, è stato pubblicato l'8 marzo 2024 attraverso il canale YouTube della cantante. Il video è ispirato al film del 2004 Se mi lasci ti cancello e vede protagonisti la Grande assieme all'attore statunitense Evan Peters.

## Tracce
Testi di Ariana Grande. Musiche di Ariana Grande, Max Martin e Ilya Salmanzadeh.
1. We Can't Be Friends (Wait for Your Love) – 3:48

Streaming bundle
1. We Can't Be Friends (Wait for Your Love) – 3:48
2. We Can't Be Friends (Wait for Your Love) (a capella) – 3:32
3. We Can't Be Friends (Wait for Your Love) (instrumental) – 3:48
4. We Can't Be Friends (Wait for Your Love) (string version) – 3:42
5. We Can't Be Friends (Wait for Your Love) (string version instrumental) – 3:42

## Successo commerciale
We Can't Be Friends (Wait for Your Love) ha debuttato al vertice della Billboard Hot 100, diventando il 76° brano a ottenere questo risultato e il 7° della Grande a riuscirci, nonché la nona numero uno della sua carriera.

## Classifiche

### Classifiche settimanali
| Classifica (2024)   | Posizione massima |
| ------------------- | ----------------- |
| Arabia Saudita      | 2                 |
| Argentina           | 62                |
| Australia           | 2                 |
| Austria             | 12                |
| Belgio (Fiandre)    | 29                |
| Belgio (Vallonia)   | 13                |
| Bielorussia         | 5                 |
| Brasile             | 16                |
| Canada              | 3                 |
| Corea del Sud       | 154               |
| Croazia             | 16                |
| Danimarca           | 4                 |
| Emirati Arabi Uniti | 1                 |
| Estonia             | 3                 |
| Filippine           | 1                 |
| Finlandia           | 23                |
| Francia             | 22                |
| Germania            | 22                |
| Grecia              | 2                 |
| Hong Kong           | 16                |
| India               | 10                |
| Indonesia           | 1                 |
| Irlanda             | 3                 |
| Islanda             | 2                 |
| Israele             | 20                |
| Italia              | 56                |
| Kazakistan          | 2                 |
| Lettonia            | 8                 |
| Libano              | 2                 |
| Lituania            | 6                 |
| Lussemburgo         | 9                 |
| Medio Oriente       | 2                 |
| Messico             | 22                |
| Moldavia            | 152               |
| Norvegia            | 3                 |
| Nuova Zelanda       | 1                 |
| Paesi Bassi         | 8                 |
| Panama              | 16                |
| Perù                | 13                |
| Polonia             | 10                |
| Portogallo          | 8                 |
| Regno Unito         | 2                 |
| Repubblica Ceca     | 18                |
| Russia              | 2                 |
| Singapore           | 1                 |
| Slovacchia          | 14                |
| Spagna              | 21                |
| Stati Uniti         | 1                 |
| Sudafrica           | 10                |
| Svezia              | 6                 |
| Svizzera            | 7                 |
| Ucraina             | 58                |
| Taiwan              | 17                |

### Classifiche di fine anno
| Classifica (2024) | Posizione |
| ----------------- | --------- |
| Australia         | 26        |
| Bielorussia       | 28        |
| Canada            | 20        |
| Danimarca         | 55        |
| Estonia           | 34        |
| Filippine         | 9         |
| Francia           | 199       |
| Islanda           | 27        |
| Kazakistan        | 19        |
| Nuova Zelanda     | 25        |
| Paesi Bassi       | 67        |
| Portogallo        | 70        |
| Regno Unito       | 24        |
| Russia            | 17        |
| Stati Uniti       | 26        |
| Svezia            | 60        |
| Svizzera          | 67        |

## Date di pubblicazione
| Regione     | Data             | Formati                                             | Versioni                                                     | Etichetta | Note   |
| ----------- | ---------------- | --------------------------------------------------- | ------------------------------------------------------------ | --------- | ------ |
| Stati Uniti | 12 marzo 2024    | Contemporary hit radio hot adult contemporary radio | Originale                                                    | Republic  | [ 62 ] |
| Mondo       | 13 marzo 2024    | download digitale streaming                         | A cappella instrumental string                               | Republic  | [ 63 ] |
| Italia      | 12 aprile 2024   | Radio                                               | Originale                                                    | Universal | [ 64 ] |
| Stati Uniti | 24 maggio 2024   | Cassetta                                            | Originale string                                             | Republic  | [ 65 ] |
| Stati Uniti | 24 maggio 2024   | CD                                                  | Originale                                                    | Republic  | [ 66 ] |
| Regno Unito | 31 maggio 2024   | CD                                                  | Originale                                                    | Island    | [ 67 ] |
| Regno Unito | 28 giugno 2024   | 7''                                                 | Originale string                                             | Island    | [ 68 ] |
| Stati Uniti | 28 giugno 2024   | 7''                                                 | Originale string                                             | Republic  | [ 69 ] |
| Regno Unito | 12 luglio 2024   | Cassetta                                            | Originale string                                             | Island    | [ 70 ] |
| Mondo       | 19 luglio 2024   | Streaming                                           | Originale a cappella instrumental string string instrumental | Republic  | [ 71 ] |
| Mondo       | 8 settembre 2024 | Streaming                                           | Acoustic (live from Jungle City Studios )                    | Republic  | [ 72 ] |

## Riconoscimenti
- MTV Europe Music Awards[73]
  - 2024 – Candidatura alla miglior canzone
  - 2024 – Candidatura al miglior video
- MTV Video Music Awards[74]
  - 2024 – Miglior fotografia
  - 2024 – Candidatura al video dell'anno
  - 2024 – Candidatura alla canzone dell'estate
  - 2024 – Candidatura al miglior montaggio
  - 2024 – Candidatura alla miglior regia